# Mikhaïl Ponomarev
Pour les articles homonymes, voir Ponomarev.
Mikhaïl Sergueïevitch Ponomarev (en russe : Михаил Сергеевич Пономарёв) est un aviateur soviétique, né le 15 décembre 1920 à Aleksevska dans l'actuel oblys d'Aqmola, au Kazakhstan et mort le 26 septembre 2006 à Kherson dans l'oblast de Kherson, en Ukraine, est un pilote de chasse et as de la Seconde Guerre mondiale et de la Guerre de Corée, il fut distingué par le titre de Héros de l'Union soviétique.

## Carrière

### Débuts et Seconde Guerre mondiale
Mikhaïl Ponomarev est né le 15 décembre 1920 à Aleksevska, dans l'actuel oblys d'Aqmola, au Kazakhstan. Il s'engagea dans l'Armée rouge en 1940 et fut breveté pilote en 1942.
En mars 1943, il fut muté au 832e régiment de chasse aérien (832.IAP), unité avec laquelle, en octobre 1944, il fut transféré au sein des forces aériennes polonaises du front de l'est. Son régiment fut alors rebaptisé 11.Pulk Lotnictwa Mysliwskego (escadron aérien de chasseurs). Au cours de ces deux années de combat, il obtint trois victoires homologuées.
Il demeura dans les forces aériennes polonaises jusqu'en 1947, avant de reprendre du service dans les forces aériennes soviétiques (VVS).

### Guerre de Corée
Au printemps 1951, promu au grade de capitaine, il fut envoyé en Corée à la tête d'une escadrille, pour se joindre aux forces nord-coréennes. Il y remporta plus d'une dizaine de victoires, dont 4, parmi lesquelles 3 Meteors britanniques, en un seul combat, le 15 septembre 1951. Il volait, à l'époque, sur MiG-15.
Élevé au grade de commandant, à son retour en Union soviétique, en 1952. Il quitta l'armée comme lieutenant-colonel (podpolkovnik) en 1968 et vécut à Kherson. Il est décédé le 26 septembre 2006.

## Palmarès et décorations

### Tableau de chasse
Mikhaïl Ponomarev est crédité de 11 victoires homologuées en Corée. 
Selon des sources soviétiques, il est crédité de 3 victoires en 1943-1945, et 14 victoires homologuées, en 1951-1953, toutes individuelles. Ces succès en Corée ayant été obtenus au cours de 140 missions de combat.

### Décorations
- Héros de l'Union soviétique le 13 novembre 1951 (médaille no 9284) ;
- Ordre de Lénine ;
- Deux fois l'ordre du Drapeau rouge ;
- Ordre de la Guerre Patriotique de 1re classe.